# Prix FEQ
Pour un article plus général, voir Festival d'été de Québec.
Le Prix FEQ, auparavant prix Miroir, est un prix décerné depuis 1989 par le Festival d’été de Québec visant à honorer les talents d’ici et d’ailleurs.
Chaque année, le Festival fait appel à un jury formé de professionnels œuvrant dans l’industrie de la musique afin de primer des artistes ou groupes de la programmation qui se sont démarqués.
Le récipiendaire du Prix Miroir du Spectacle le plus populaire était, quant à lui, choisi par les festivaliers, alors que le Prix Miroir de la Renommée est décerné par le Festival d’été de Québec.

## Anciens prix

### Lauréats Miroir de la chanson d'expression française - Célébration de la langue française (1989-2013)
Miroir de la chanson d'expression française
- 1989 - Maxime Le Forestier
- 1990 - Richard Desjardins
- 1991 - Philippe Léotard
- 1992 - Daniel Lavoie
- 1993 - Michel Rivard
- 1994 - Plume Latraverse
- 1995 - Richard Desjardins & Abbittibbi
- 1996 - Michel Rivard & Le Flybin Ensemble
- 1997 - Maxime Le Forestier
- 1998 - Les Colocs
- 1999 - Sarcloret
- 2000 - Fred Fortin
- 2001 - Jean-Pierre Ferland
- 2002 - Fred Fortin
- 2003 - Les Cowboys Fringants
- 2004 - Mononc' Serge & Anonymus ex aequo avec Muzion
- 2005 - Jérôme Minière
- 2006 - Pierre Lapointe
- 2007 - Tiken Jah Fakoli
- 2008 - Souleymane Diamanka
- 2009 - Karkwa
- 2010 - Yann Perreau
- 2011 - Grand Corps Malade

Célébration de la langue française
- 2012 - Klô Pelgag
- 2013 - Louis-Jean Cormier

### Lauréats Miroir du Spectacle le plus populaire (1989-2013)
- 1989 - Richard Séguin
- 1990 - Paul Piché
- 1991 - Marjo
- 1992 - Maurane
- 1993 - Richard Séguin
- 1994 - Daniel Bélanger
- 1995 - Éric Lapointe
- 1996 - Daniel Lavoie
- 1997 - Éric Lapointe
- 1998 - Paul Piché
- 1999 - Les Colocs
- 2000 - Eric Lapointe
- 2001 - Jean Leloup
- 2002 - Daniel Boucher
- 2003 - Daniel Bélanger
- 2004 - Jean-Pierre Ferland
- 2005 - Richard Desjardins
- 2006 - Éric Lapointe
- 2007 - Billy Talent
- 2008 - Charles Aznavour
- 2009 - Sting
- 2010 - The Black Eyed Peas
- 2011 - Metallica
- 2012 - Bon Jovi
- 2013 - Bruno Mars

### Lauréats Miroir de la meilleure prestation scénique (1989-1996)
- 1989 - Maurane
- 1990 - Stephan Eicher
- 1991 - Carole Laure
- 1992 - Laurence Jalbert
- 1993 - Baaba Maal
- 1994 - Rita Mitsouko
- 1995 - Eric Lapointe
- 1996 - Positive Black Soul

### Lauréats Miroir Musiques et traditions du monde (2002-2007)
(remplacé en 2008 par Miroir Musiques et Folklores du monde)
- 2002 - Amampondo
- 2003 - Spaccanapoli
- 2004 - Desert Blues
- 2005 - Lila Downs
- 2006 - Amadou et Mariam
- 2007 - Mahmoud Ahmed

### Lauréats Miroir Musiques et Folklores du monde (2008-2013)
- 2008 - Bachir Attar and the Master Musicians of Jajouka
- 2009 - Oumou Sangaré and Her Band With Béla Fleck
- 2010 - Ex aequo, Staff Benda Bilili et Bassekou Kouyate & Ngoni Ba
- 2011 - AfroCubism
- 2012 - Angélique Kidjo
- 2013 - Dom La Nena

### Lauréats Miroir L'artiste d'ici - Miroir Auteur-compositeur-interprète d'ici (2002-2013)
Miroir L'artiste d'ici
- 2002 - Robert Charlebois
- 2003 - Ex aequo, Yann Perreau et Coral Egan
- 2004 - Taima
- 2005 - Les Breastfeeders
- 2006 - Avec pas d'casque
- 2007 - Tricot Machine
- 2008 - Duchess Says
- 2009 - Caracol
- 2010 - Dance Laury Dance
- 2011 - Random Recipe

Miroir Auteur-Compositeur-Interprète d'ici
- 2012 - Patrice Michaud
- 2013 - Bahamas

### Lauréats Miroir Coup de cœur (2001-2013)
- 2001 - Arthur H.
- 2002 - Mariza (ex aequo), Plume Latraverse (ex aequo)
- 2003 - Lúnasa
- 2004 - Tryo
- 2005 - Calexico
- 2006 - Vulgaires Machins
- 2007 - Michael Franti et Spearhead!
- 2008 - Balkan Beat Box
- 2009 - Lila Downs
- 2010 - Emir Kusturica & The No Smoking Orchestra
- 2011 - Manu Militari
- 2012 - Yuksek
- 2013 - Father John Misty

### Lauréats Prix Hommage (1989-2008)
- 1989 - ACCT & CRPLF
- 1990 - Léo Ferré
- 1991 - Luc Plamondon
- 1992 - Gilles Vigneault
- 1993 - Charles Trenet
- 1994 - Robert Charlebois
- 2006 - Jean-Pierre Ferland
- 2008 - Charles Aznavour

### Lauréats Miroir mention spéciale du jury (1989-2008)
- 1989 - Geneviève Paris & Jean Leloup
- 1990 - Paul Personne
- 1991 - Salif Keita
- 1992 - CharlÉlie Couture
- 1993 - Arthur H
- 1994 - La Bottine Souriante
- 1995 - Daran et les Chaises
- 1996 - Zachary Richard
- 1997 - Luce Dufault
- 1998 - L’Orchestre national de Barbès
- 1999 - Zebda
- 2000 - Claude Léveillée
- 2001 - Arthur H
- 2005 - Richard Desjardins, Groovy Aardvark
- 2006 - Les Goules, Louise Attaque, Thomas Hellman
- 2007 - Bob Brozman
- 2008 - Shibusa Shirazu Orchestra

### Lauréats Miroir de l'espace francophone (1989-2001)
- 1989 - Kassav'
- 1990 - Papa Wemba
- 1991 - Cheb Khaled
- 1992 - Francis Bebey & Kashtin
- 1993 - Ray Lema & Les Voix Bulgares
- 1994 - Youssou N'Dour
- 1995 - Trio Erik Marchand
- 1996 - D'Gary François-R. Gizavo
- 1997 - Cheb Mami
- 1998 - Les Frères Guissé
- 1999 - Positive Black Soul
- 2000 - Sally Nyolo
- 2001 - Boudancar Traoré

### Lauréats Miroir révélation (1997-2001)
- 1997 - Bori
- 1998 - Basta
- 1999 - Rokia Traoré
- 2000 - Marc Déry
- 2001 - Fonky Family

### Lauréats Miroir Musiques urbaines et actuelles - Miroir Innovation (2008-2013)
Miroir Musiques urbaines et actuelles
- 2008 - The Sainte Catherines
- 2009 - Beast
- 2010 - Radio Radio
- 2011 - Champion et ses G-String

Miroir Innovation
- 2012 - Patrick Watson
- 2013 - Keys N Krates

### Lauréats Prix FEQ
- 2010 - Lisa LeBlanc
- 2011 - Klô Pelgag
- 2012 - Rod Le Stod
- 2013 - Sarah Cochrane

### Lauréats Prix FEQ: International de Louisiane
- 2016 - Debauche
- 2017 - Corey Ledet & His Zydeco Band

### Lauréats Prix FEQ: LeFestival international de la chanson de Granby
- 2014 - Émile Bilodeau
- 2016 - Caroline Savoie
- 2017 - Samuele

### Lauréats Prix FEQ: LesFrancouvertes
- 2015 - Dylan Perron et Élixir de Gumbo
- 2016 - Mon Doux Saigneur
- 2017 - Lydia Képinski

### Lauréats Prix FEQ: Les Sylis de la Musique du Monde (Québec)
- 2015 - Akawui

### Lauréats Prix FEQ:Ottawa Bluesfest
- 2016 - Pony Girl
- 2017 - The Peptides
- 2018 - Rebecca Noelle
- 2019 - Okies

### Lauréats Prix FEQ Tandem Tokyo
- 2019 - i-dep

### Lauréats Prix FEQ: Les iNOUîS duPrintemps de Bourges
- 2014 - Billie Brelok
- 2015 - Last Train
- 2016 - Nusky & Vaati
- 2017 - Lysistrata
- 2018 - Apollo Noir
- 2019 - Di#se
- 2022 - Oscar les vacances
- 2023 - Demain Rapides

## Prix actuels

### Lauréats Miroir de la Renommée
- 2009 - Indochine
- 2010 - Gilles Vigneault
- 2011 - Francis Cabrel
- 2012 - Renée Martel
- 2014 - Daniel Bélanger
- 2015 - Patrick Bruel
- 2017 - Claude Dubois
- 2018 - Jane Birkin
- 2019 - Éric Lapointe
- 2022 - Tiken Jah Fakoly
- 2023 - Les Cowboys fringants
- 2024 - Michel Rivard
- 2025 - Marjo

### Lauréats Prix L'Espoir FEQ
- 2014 - Salomé Leclerc
- 2015 - Pierre Kwenders
- 2016 - Dead Obies
- 2017 - Matt Holubowski
- 2018 - Hubert Lenoir
- 2019 - Les Louanges
- 2022 - Teke::Teke
- 2023 - Ariane Roy
- 2024 - Rau_Ze
- 2025 - Comment Debord

### Lauréats Prix FEQ - Festival Paléo
- 2024 - Baby Volcano[1]
- 2025 - Nathalie Froehlich